# Lega B 2021 (football americano)
La Lega B 2021 è la 30ª edizione del campionato di football americano di secondo livello, organizzato dalla SAFV.

## Squadre partecipanti
| Club               | Città           | Stadio                       | Sponsor ufficiale | Risultato nella stagione 2020 |
| ------------------ | --------------- | ---------------------------- | ----------------- | ----------------------------- |
| Argovia Pirates    | Ammerswil       |                              |                   |                               |
| Bienna Jets        | Bienne          | Stadion Gurzelen             |                   |                               |
| Fribourg Cardinals | Friburgo        |                              |                   |                               |
| Geneva Whoppers    | Plan-les-Ouates |                              |                   |                               |
| Lugano Rebels      | Lugano          | Stadio comunale di Cornaredo |                   |                               |
| Luzern Lions       | Lucerna         |                              |                   |                               |
| Sankt Gallen Bears | San Gallo       |                              |                   |                               |
| Thun Tigers        | Thun            | Stadion Lachen               |                   |                               |

## Stagione regolare

### Calendario

#### 1ª giornata
| Buchs 14 agosto 2021, ore 18:00 | Argovia Pirates | 18 – 3 (0-3 2-0 90- 7-0) | Luzern Lions | Sportanlage Suhrenmatte |

| Bienne 15 agosto 2021, ore 14:00 | Bienna Jets | 50 – 0 | Geneva Whoppers | Sportplatz Mettmoos |

#### 2ª giornata
| Lugano 21 agosto 2021, ore 18:00 | Lugano Rebels | 6 – 25 | Argovia Pirates | Stadio comunale di Cornaredo (campo sintetico) |

| Lucerna 22 agosto 2021, ore 14:00 | Luzern Lions | 6 – 13 | Sankt Gallen Bears | Leichtathletikstadion |

| Plan-les-Ouates 22 agosto 2021, ore 14:00 | Geneva Whoppers | 6 – 2 | Fribourg Cardinals | Centre sportif des Cherpines |

| Thun 22 agosto 2021, ore 14:00 | Thun Tigers | 28 – 19 | Bienna Jets | Stadion Lachen |

#### 3ª giornata
| Lucerna 29 agosto 2021, ore 14:00 | Luzern Lions | 41 – 14 | Lugano Rebels | Leichtathletikstadion |

| San Gallo 29 agosto 2021, ore 14:00 | Sankt Gallen Bears | 18 – 0 | Argovia Pirates | Stadion Gründenmoos |

| Bienne 29 agosto 2021, ore 14:00 | Bienna Jets | 19 – 0 | Fribourg Cardinals | Sportplatz Mettmoos |

| Thun 29 agosto 2021, ore 14:00 | Thun Tigers | 49 – 0 | Geneva Whoppers | Stadion Lachen |

#### 4ª giornata
| San Gallo 5 settembre 2021, ore 14:00 | Sankt Gallen Bears | 11 – 0 | Lugano Rebels | Stadion Gründenmoos |

| Friburgo 5 settembre 2021, ore 14:00 | Fribourg Cardinals | 0 – 55 | Thun Tigers | Stade du Guintzet |

#### 5ª giornata
| Buchs 11 settembre 2021, ore 18:00 | Argovia Pirates | 13 – 22 | Lugano Rebels | Sportanlage Suhrenmatte |

| Bienne 11 settembre 2021, ore 14:00 | Bienna Jets | 6 – 49 | Thun Tigers | Sportplatz Mettmoos |

| San Gallo 12 settembre 2021, ore 14:00 | Sankt Gallen Bears | 2 – 6 (0-6 0-0 2-0 0-0) | Luzern Lions | Stadion Gründenmoos |

| Friburgo 12 settembre 2021, ore 14:00 | Fribourg Cardinals | 41 – 8 | Geneva Whoppers | Stade du Guintzet |

#### 6ª giornata
| Buchs 18 settembre 2021, ore 18:00 | Argovia Pirates | 9 – 29 | Sankt Gallen Bears | Sportanlage Suhrenmatte |

| Lugano 19 settembre 2021, ore 14:00 | Lugano Rebels | 0 – 0 | Luzern Lions | Stadio comunale di Cornaredo (campo sintetico) |

| Friburgo 19 settembre 2021, ore 14:00 | Fribourg Cardinals | 20 – 22 | Bienna Jets | Stade du Guintzet |

| Plan-les-Ouates 19 settembre 2021, ore 14:00 | Geneva Whoppers | 7 – 55 | Thun Tigers | Centre sportif des Cherpines |

#### 7ª giornata
| Lugano 26 settembre 2021, ore 14:00 | Lugano Rebels | 6 – 27 | Sankt Gallen Bears | Stadio comunale di Cornaredo (campo sintetico) |

| Lucerna 26 settembre 2021, ore 14:00 | Luzern Lions | 23 – 15 | Argovia Pirates | Leichtathletikstadion |

| Plan-les-Ouates 26 settembre 2021, ore 14:00 | Geneva Whoppers | 24 – 60 | Bienna Jets | Centre sportif des Cherpines |

| Thun 26 settembre 2021, ore 14:00 | Thun Tigers | 56 – 6 | Fribourg Cardinals | Stadion Lachen |

### Classifica
La classifica della regular season è la seguente:
- PCT = percentuale di vittorie, G = partite giocate, V = partite vinte, P = partite perse, PF = punti fatti, PS = punti subiti

#### Gruppe West
| Pos. | Squadra            | PCT   | G | V | N | P | PF  | PS  |
| ---- | ------------------ | ----- | - | - | - | - | --- | --- |
| 1    | Thun Tigers        | 1.000 | 6 | 6 | 0 | 0 | 292 | 38  |
| 2    | Bienna Jets        | .667  | 6 | 4 | 0 | 2 | 176 | 121 |
| 3    | Fribourg Cardinals | .167  | 6 | 1 | 0 | 5 | 69  | 166 |
| 4    | Geneva Whoppers    | .167  | 6 | 1 | 0 | 5 | 45  | 257 |

#### Gruppe Ost
| Pos. | Squadra            | PCT  | G | V | N | P | PF  | PS  |
| ---- | ------------------ | ---- | - | - | - | - | --- | --- |
| 1    | Sankt Gallen Bears | .833 | 6 | 5 | 0 | 1 | 100 | 27  |
| 2    | Luzern Lions       | .583 | 6 | 3 | 1 | 2 | 79  | 62  |
| 3    | Argovia Pirates    | .333 | 6 | 2 | 0 | 4 | 80  | 101 |
| 4    | Lugano Rebels      | .250 | 6 | 1 | 1 | 4 | 48  | 117 |

## Playoff

### Tabellone
|  | Quarti di finale   | Quarti di finale   | Quarti di finale |              |                    | Semifinali         | Semifinali | Semifinali |  |  | Finale | Finale | Finale |  |
|  |                    |                    |                  |              |                    |                    |            |            |  |  |        |        |        |  |
|  | Thun Tigers        | Thun Tigers        | 56               |              |                    |                    |            |            |  |  |        |        |        |  |
|  | Thun Tigers        | Thun Tigers        | 56               |              |                    |                    |            |            |  |  |        |        |        |  |
|  | Lugano Rebels      | Lugano Rebels      | 0                |              |                    |                    |            |            |  |  |        |        |        |  |
|  | Lugano Rebels      | Lugano Rebels      | 0                |              | Thun Tigers        | Thun Tigers        | 55         |            |  |  |        |        |        |  |
|  |                    |                    |                  |              | Thun Tigers        | Thun Tigers        | 55         |            |  |  |        |        |        |  |
|  |                    |                    | Luzern Lions     | Luzern Lions | 7                  |                    |            |            |  |  |        |        |        |  |
|  | Luzern Lions       | Luzern Lions       | Luzern Lions     | Luzern Lions | 7                  | 34                 |            |            |  |  |        |        |        |  |
|  | Luzern Lions       | Luzern Lions       |                  |              |                    |                    |            |            |  |  |        |        |        |  |
|  | Fribourg Cardinals | Fribourg Cardinals | 3                |              |                    |                    |            |            |  |  |        |        |        |  |
|  | Fribourg Cardinals | Fribourg Cardinals | 3                |              | Thun Tigers        | Thun Tigers        | 20         |            |  |  |        |        |        |  |
|  |                    |                    |                  |              |                    |                    |            |            |  |  |        |        |        |  |
|  |                    |                    | Bienna Jets      | Bienna Jets  | 14                 |                    |            |            |  |  |        |        |        |  |
|  | Sankt Gallen Bears | Sankt Gallen Bears | Bienna Jets      | Bienna Jets  | 14                 | 50                 |            |            |  |  |        |        |        |  |
|  | Sankt Gallen Bears | Sankt Gallen Bears |                  |              |                    |                    |            |            |  |  |        |        |        |  |
|  | Geneva Whoppers    | Geneva Whoppers    | 0                |              |                    |                    |            |            |  |  |        |        |        |  |
|  | Geneva Whoppers    | Geneva Whoppers    | 0                |              | Sankt Gallen Bears | Sankt Gallen Bears | 14         |            |  |  |        |        |        |  |
|  |                    |                    |                  |              | Sankt Gallen Bears | Sankt Gallen Bears | 14         |            |  |  |        |        |        |  |
|  |                    |                    | Bienna Jets      | Bienna Jets  | 27                 |                    |            |            |  |  |        |        |        |  |
|  | Bienna Jets        | Bienna Jets        | Bienna Jets      | Bienna Jets  | 27                 | 20                 |            |            |  |  |        |        |        |  |
|  | Bienna Jets        | Bienna Jets        |                  |              |                    |                    |            |            |  |  |        |        |        |  |
|  | Argovia Pirates    | Argovia Pirates    | 3                |              |                    |                    |            |            |  |  |        |        |        |  |

### Quarti di finale
| 9 ottobre 2021 | Luzern Lions | 34 – 3 | Fribourg Cardinals |  |

| 9 ottobre 2021 | Thun Tigers | 56 – 0 | Lugano Rebels |  |

| 10 ottobre 2021 | Sankt Gallen Bears | 50 – 0 | Geneva Whoppers |  |

| 10 ottobre 2021 | Bienna Jets | 20 – 3 | Argovia Pirates |  |

### Semifinali
| 16 ottobre 2021 | Thun Tigers | 55 – 7 | Luzern Lions |  |

| 17 ottobre 2021 | Sankt Gallen Bears | 14 – 27 | Bienna Jets |  |

### XVI Finale Lega B
| 23 ottobre 2021 | Thun Tigers | 20 – 14 | Bienna Jets | (500 spett.) |

## Verdetti
- Thun Tigers Campioni e promossi in LNA 2022.